# Pellefigue
Pellefigue é uma comuna francesa na região administrativa de Occitânia, no departamento de Gers. Estende-se por uma área de 12,81 km². Em 2010 a comuna tinha 120 habitantes (densidade: 9,4 hab./km²).